# Gommelburg
Gommelburg, ook wel Roestenburg genoemd, is een voormalig waterschap in de provincie Groningen.
Het waterschap tussen Meedhuizen en Farmsum aan het Afwateringskanaal van Duurswold. De noordgrens lag bij de Vennendijk (gedeeltelijk ten noorden en gedeeltelijk ten zuiden ervan), de westgrens iets ten westen van de Meedhuizerweg en de zuid- en oostgrens werden gevormd door het Afwateringskanaal. De molen uit 1852, die aan het einde van de voormalige Riggelweer- of Rondeboschlaan stond, sloeg via een watergang uit op het Afwateringskanaal. Het Roestenburgermaar, oorspronkelijk Ukemaar genoemd, was de belangrijkste watergang van de polder.  De Riggelweerlaan vertakte zich in de Maarlaan en de Leege Halkenlaan (1560: Hijlkelaene). Door de polder liep verder de Meedhuizerweg, waaronder zich een duiker bevond. 
Waterstaatkundig gezien ligt het gebied sinds 2000 binnen dat van het waterschap Hunze en Aa's. De naam van de polder leeft voort in die van de watergang Gommelsloot. 

## Geschiedenis
De afwatering langs het huis Roestenborch en de Gummelborch wordt voor het eerst genoemd in 1560. Het gebied behoorde tot het Farmsumerzijlvest en werd gerekend tot het Farmsumer- en Meedhuizerhamrik. Bij de Roestenburg bevond zich een klein zijltje, waardoor het water vanuit het Ukemaer naar het Farmsummer- of Groote Maer werd geleid. Het maar voerde tevens water van de Amsweerderneeden aan, via de duiker (pomp) in de Meedhuizerweg. Het huis stond in het Farmsumerhamrik op kerkenland. Ook de pastorie en de proosdij hadden hier bezit. De naam Roestenburg ging later over op de kade langs het Farmsumermaar.  
Vermoedelijk vormde het Roestenburgermaar het restant van een afwateringskanaal dat water van Meedhuizen naar het Farmsumerzijl moest leiden.  Dit Ukemaer stond misschien in verbinding met de Ucke, een dwarssloot vlak ten noorden van Meedhuizen. Toen Meedhuizen en Amsweer zich na 1306 aansloten bij het Dorpsterzijlvest moest voor het laag liggende gebied een andere oplossing worden gezocht. Daartoe leende zich het Roestenburgermaar (Ukemaar). Toen dit in 1567 werd gereinigd, nam daaraan ook het Lutkeweerster zijleed deel, waarmee kennelijk de hooilanden (meeden) ten zuiden van Amsweer werden bedoeld.
Aan de westzijde van de polder Gommelburg lag een kade die vanuods het Dorpsterzijlvest moest beschermen tegen wateroverlast. Verschillende kaarten, waaronder de molenkaart van Jan Kater uit 1857 laten zien dat de molen van Gommelburg aanvankelijk ook het zuidelijke deel van Amsweer bediende, voordat dit gebied in 1871 bij de Amsweersterpolder werd gevoegd. Daarentegen kreeg Gommelburg er een stuk bij, dat sinds 1795 tot de Meedhuizerpolder behoorde.

## Boerderij Gommelburg
Gommelburg of Gommelbörg is ook een grote boerderij aan de Meedhuizerweg 2 te Meedhuizen (vroeger Gommelburglaan te Farmsum). Het huidige gebouw dateert uit 1926, nadat het vorige ten gevolge van hooibroei afbrandde. Men heeft wel gespeculeerd dat hier een middeleeuwse borg heeft gestaan. De naam van de boerderij gaf ook aanleiding tot volksverhalen. Zo zou een dappere dienstmaagd ooit de borg hebben gered van een roversbende, door haar belagers met kokende olie te overgieten.
De boerderij gaf een tijdlang zijn naam aan de dorpskrant Nijs tussen Gommelburg en Proostmeer.
Tegenover de Gommelburg zijn restanten van een of twee verhoogde woonplaatsen met streepbandaardewerk uit het begin van de jaartelling gevonden. Gommelburg wordt soms verward met de nabijgelegen wierde van Rickelsweer.